# Черненок, Павел Николаевич
Павел Николаевич Черненок (1920—1971) — Гвардии генерал-майор Советской Армии, участник Великой Отечественной войны, Герой Советского Союза (1945).

## Биография
Павел Черненок родился 5 июля 1920 года в селе Картушино (ныне — Стародубский район Брянской области). После окончания Стародубского педучилища работал учителем в школе. В 1939 году Черненок был призван на службу в Рабоче-крестьянскую Красную Армию. В 1941 году он окончил Гомельское стрелково-пулемётное училище, в 1943 году — курсы «Выстрел». С сентября 1943 года — на фронтах Великой Отечественной войны. В боях два раза был ранен.

К январю 1945 года гвардии капитан Павел Черненок командовал батальоном 173-го гвардейского стрелкового полка 58-й гвардейской стрелковой дивизии 34-го гвардейского стрелкового корпуса 5-й гвардейской армии 1-го Украинского фронта. Отличился во время освобождения Польши. В ночь с 19 на 20 января 1945 года батальон Черненка прорвался в немецкий тыл и штурмом взял населённый пункт Боронув. В ходе дальнейшего наступления 22 января 1945 года он успешно выбил противника из города Гуттентаг (ныне — Добродзень), а 26 января — переправился через Одер к югу от Оппельна.
Указом Президиума Верховного Совета СССР от 27 июня 1945 года за «образцовое выполнение боевых заданий командования на фронте борьбы с немецкими захватчиками и проявленные при этом мужество и героизм» гвардии капитан Павел Черненок был удостоен высокого звания Героя Советского Союза с вручением ордена Ленина и медали «Золотая Звезда» за номером 8952.
Участвовал в боях советско-японской войны. После её окончания продолжил службу в Советской Армии. С 1968 года руководил Уссурийским суворовским военным училищем. Скоропостижно скончался 16 мая 1971 года, похоронен на Песочинском кладбище Санкт-Петербурга.
Был также награждён орденами Красного Знамени и Александра Невского, двумя орденами Красной Звезды и рядом медалей.